# Neulateinisches Jahrbuch
Das Neulateinische Jahrbuch ist eine internationale wissenschaftliche Fachzeitschrift für die Erforschung der neulateinischen Sprache und Literatur. Es erscheint mit dem Untertitel Journal of Neo-Latin Language and Literature seit 1999 einmal jährlich im Verlag von Georg Olms in Hildesheim.
Als Ergänzung zu den zahlreichen wissenschaftlichen Zeitschriften, die sich dem klassischen Altertum widmen, richtet sich das Neulateinische Jahrbuch auf die Erforschung der neuzeitlichen Latinität, grob gesprochen von Petrarca bis zur Gegenwart. Jeder Band enthält längere Abhandlungen und kleine Beiträge zu neulateinischen Texten und Themen sowie Rezensionen und Forschungsberichte nebst Hinweisen auf aktuelle Veröffentlichungen und Veranstaltungen.
Das Jahrbuch wird herausgegeben von Marc Laureys und Karl August Neuhausen am Institut für Griechische und Lateinische Philologie der Universität Bonn.